# Lista de pessoas enterradas no Panteão de Paris
Este artigo apresenta a lista de pessoas enterradas no Panteão de Paris. Mais da metade das pessoas lá enterradas entrou no Panteão durante o Primeiro Império.

## Personalidades enterradas
| Foto | Pessoas                                                     | Inumado | Lugar            | Profissão                                         | Túmulo. |
| ---- | ----------------------------------------------------------- | ------- | ---------------- | ------------------------------------------------- | ------- |
|      | Jean-Baptiste Baudin (1811-1851)                            | 1889    | Cripta XXIII     | Político e Médico                                 |         |
|      | François Barthélemy Beguinot (1747-1808)                    | 1808    | Cripta V         | Militar                                           |         |
|      | Marcellin Berthelot (1827-1907)                             | 1907    | Cripta XXV       | Cientista                                         |         |
|      | Sophie Berthelot (1837-1907)                                | 1907    | Cripta XXV       | Cientista                                         |         |
|      | Jean-Baptiste-Pierre Bevière (1723-1807)                    | 1807    | Cripta V         | Político                                          |         |
|      | Louis Antoine de Bougainville (1729-1811)                   | 1811    | Cripta III       | Navegador                                         |         |
|      | Louis Braille (1809-1852)                                   | 1952    | Cripta XXV       | Cientista                                         |         |
|      | Pierre Brossolette (1903-1944)                              | 2015    | Cripta IX        | Membro da Resistência                             |         |
|      | Pierre-Jean-Georges Cabanis (1757-1808)                     | 1808    | Cripta V         | Médico, poeta e filósofo.                         |         |
|      | Giovanni Battista Caprara (1733-1810)                       | 1810    | Cripta III       | Religioso                                         |         |
|      | Lazare Nicolas Marguerite Carnot (1753-1823)                | 1889    | Cripta XXIII     | Político e Cientista                              |         |
|      | Marie François Sadi Carnot (1837-1894)                      | 1894    | Cripta XXIII     | Político                                          |         |
|      | René Cassin (1887-1976)                                     | 1987    | Cripta VI        | Membro da Resistência                             |         |
|      | Gabriel Louis de Caulaincourt (1741-1808)                   | 1812    | Cripta V         | Militar                                           |         |
|      | Antoine-Cesar de Choiseul-Praslin (1756-1808)               | 1808    | Cripta V         | General, senador.                                 |         |
|      | Charles Pierre Claret de Fleurieu (1738-1810)               | 1810    | Cripta III       | Político                                          |         |
|      | Nicolas de Caritat Marquis de Condorcet (1743-1794)         | 1989    | Cripta VII       | Político                                          |         |
|      | Hyacinthe-Hughes Timoléon de Cossé-Brissac (1746-1813)      | 1813    | Cripta II        | Militar                                           |         |
|      | Emmanuel Crétet (1747-1809)                                 | 1809    | Cripta III       | Político                                          |         |
|      | Marie Curie (1867-1934)                                     | 1995    | Cripta VIII      | Físico                                            |         |
|      | Pierre Curie (1859-1906)                                    | 1995    | Cripta VIII      | Físico                                            |         |
|      | Jean-Nicolas Démeunier (1751-1814)                          | 1814    | Cripta II        | Político                                          |         |
|      | Jean Marie Pierre Dorsenne (1773-1812)                      | 1812    | Cripta II        | General                                           |         |
|      | Alexandre Dumas (1802-1870)                                 | 2002    | Cripta XXIV      | Escritor                                          |         |
|      | Girolamo-Luigi Durazzo (1739-1809)                          | 1809    | Cripta V         | Político                                          |         |
|      | Félix Éboué (1884-1944)                                     | 1949    | Cripta XXVI      | Político                                          |         |
|      | Léon Gambetta (1838-1882)                                   | 1920    | Escada de acesso | Político                                          |         |
|      | Pierre Garnier de Laboissière (1755-1809)                   | 1809    | Cripta III       | General de cavalaria, senador e conde do Império. |         |
|      | Geneviève de Gaulle-Anthonioz (1920-2002)                   | 2015    | Cripta IX        | Membro da Resistência                             |         |
|      | Henri Grégoire (1750-1831)                                  | 1989    | Cripta VII       | Religioso                                         |         |
|      | Victor Hugo (1802-1885)                                     | 1885    | Cripta XXIV      | Escritor                                          |         |
|      | Alexandre-Antoine Hureau de Sénarmont (1769-1811)           | 1811    | Cripta II        | Artilheiro do Exército, barão do Império          |         |
|      | Jean-Ignace Jacqueminot (1758-1813)                         | 1813    | Cripta II        | Advogado e conde do Império                       |         |
|      | Jean Jaurès (1859-1914)                                     | 1924    | Cripta XXVI      | Político                                          |         |
|      | Charles Erskine de Kellie (1739-1811)                       | 1811    | Cripta III       | Religioso                                         |         |
|      | Joseph-Louis Lagrange (1736-1813)                           | 1813    | Cripta II        | Matemático                                        |         |
|      | Paul Langevin (1872-1946)                                   | 1948    | Cripta XXV       | Físico                                            |         |
|      | Jean Lannes (1769-1809)                                     | 1810    | Cripta XXII      | Militar                                           |         |
|      | Claude Juste Alexandre Legrand (1762-1815)                  | 1815    | Cripta II        | General                                           |         |
|      | Jean-Pierre Firmin Malher (1761-1808)                       | 1808    | Cripta V         | Militar                                           |         |
|      | André Malraux (1901-1976)                                   | 1996    | Cripta VI        | Escritor                                          |         |
|      | François-Séverin Marceau (1769-1796)                        | 1889    | Cripta XXIII     | Militar                                           |         |
|      | Gaspard Monge (1746-1818)                                   | 1989    | Cripta VII       | Matemático                                        |         |
|      | Jean Monnet (1888-1979)                                     | 1988    | Cripta VI        | Economista                                        |         |
|      | Justin Bonaventure Morard de Galles (1761-1809)             | 1809    | Cripta III       | Militar                                           |         |
|      | Jean Moulin (1899-1943)                                     | 1964    | Cripta VI        | Résistant                                         |         |
|      | Michel Ordener (1755-1811)                                  | 1811    | Cripta II        | General de Divisão, senador e conde do Império    |         |
|      | Paul Painlevé (1863-1933)                                   | 1933    | Cripta XXV       | Matemático e Político                             |         |
|      | Jean-Baptiste Papin (1756-1809)                             | 1809    | Cripta V         | Político e jurista                                |         |
|      | Jean-Frédéric Perregaux (1744-1808)                         | 1808    | Cripta IV        | Financista                                        |         |
|      | Jean Perrin (1870-1942)                                     | 1948    | Cripta XXV       | Físico                                            |         |
|      | Claude-Louis Petiet (1749-1806)                             | 1806    | Cripta V         | Grande organizador de tropas                      |         |
|      | Jean-Étienne-Marie Portalis (1746-1807)                     | 1807    | Cripta V         | Político                                          |         |
|      | Claude Ambroise Régnier (1746-1814)                         | 1814    | Cripta II        | Juiz                                              |         |
|      | Louis-Pierre-Pantaléon Resnier (1759-1807)                  | 1807    | Cripta V         | Político                                          |         |
|      | Jean-Louis-Ébénézer Reynier (1771-1814)                     | 1814    | Cripta IV        | Militar                                           |         |
|      | Jean Rousseau (1738-1813)                                   | 1813    | Cripta II        | Político                                          |         |
|      | Jean-Jacques Rousseau (1712-1778)                           | 1794    | Entrada          | Escritor e filósofo                               |         |
|      | Louis Charles Vincent Le Blond de Saint-Hilaire (1766-1809) | 1810    | Cripta III       | Militar                                           |         |
|      | Victor Schoelcher (1804-1893)                               | 1949    | Cripta XXVI      | Político                                          |         |
|      | Jean-Pierre Sers (1746-1809)                                | 1809    | Cripta III       | Político                                          |         |
|      | Nicolas Marie Songis des Courbons (1761-1811)               | 1811    | Cripta III       | General                                           |         |
|      | Jacques-Germain Soufflot (1713-1780)                        | 1829    | Entrada          | Primeiro arquiteto do Panteão.                    |         |
|      | Antoine-Jean-Marie Thévenard (1733-1815)                    | 1815    | Cripta II        | Militar                                           |         |
|      | Germaine Tillion (1907-2008)                                | 2015    | Cripta IX        | Membro da Resistência                             |         |
|      | Théophile-Malo de La Tour d'Auvergne-Corret (1743-1800)     | 1889    | Cripta XXIII     | Soldado                                           |         |
|      | Jean-Baptiste Treilhard (1742-1810)                         | 1810    | Cripta III       | Advogado                                          |         |
|      | François Denis Tronchet (1749-1806)                         | 1806    | Cripta V         | Político e jurista                                |         |
|      | Antoine Veil (1926-2013)                                    | 2018    | Cripta VI        | Político                                          |         |
|      | Simone Veil (1927-2017)                                     | 2018    | Cripta VI        | Política                                          |         |
|      | Joseph-Marie Vien (1716-1809)                               | 1809    | Cripta III       | Pintor                                            |         |
|      | Ippolito-Antonio Vincenti-Mareri (1738-1811)                | 1811    | Cripta III       | Bispo                                             |         |
|      | Justin de Viry (1737-1813)                                  | 1813    | Cripta II        | Político                                          |         |
|      | Voltaire (1694-1778)                                        | 1791    | Entrada          | Escritor e filósofo                               |         |
|      | Frédéric Henri Walther (1761-1813)                          | 1813    | Cripta IV        | General                                           |         |
|      | Jean-Guillaume de Winter (1761-1812)                        | 1812    | Cripta IV        | Almirante Batavo, Conde do Império                |         |
|      | Jean Zay (1904-1944)                                        | 2015    | Cripta IX        | Político                                          |         |
|      | Émile Zola (1840-1902)                                      | 1908    | Cripta XXIV      | Escritor                                          |         |

## Pessoas que deixaram o Panteão

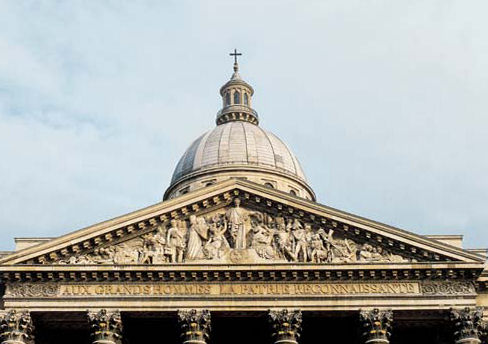
"Aos grandes homens, pátria grata" (friso no Panteão de Paris.

Algumas personalidades, enterradas no Panteão, foram posteriormente excluídas por causa de uma indignidade revelada após sua morte ou dos caprichos da história:
- Honoré-Gabriel Riqueti de Mirabeau[nota 48] (1749-1791),
- Louis-Michel Lepeletier de Saint-Fargeau (1760-1793),
- Auguste Marie Henri Picot de Dampierre (1756-1793),
- Jean-Paul Marat (1743-1793).

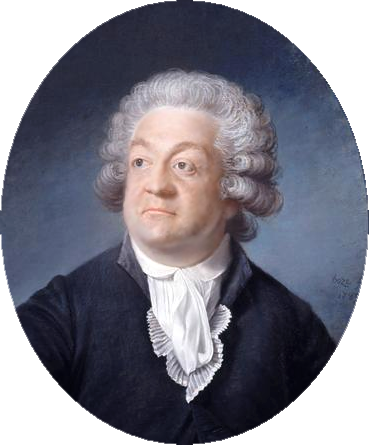
Honoré-Gabriel Riqueti, marquês de Mirabeau (1749-1791)
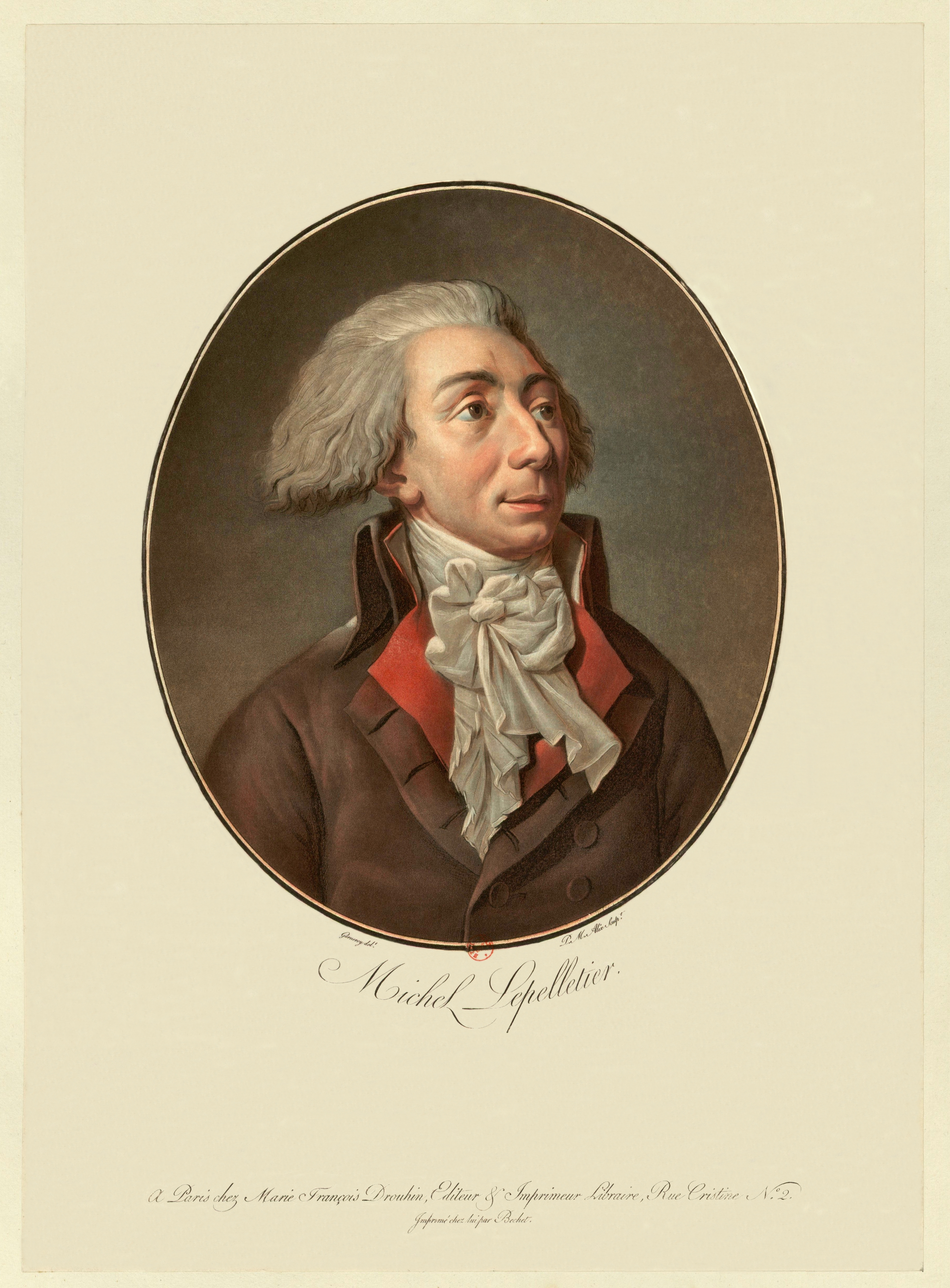
Louis Michel Leppelletier de Saint Fargeau (1760-1793)
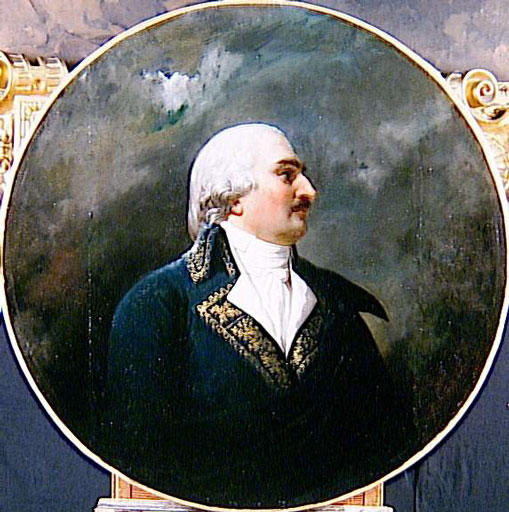
Auguste Marie Henri Picot de Dampierre (1756-1793)
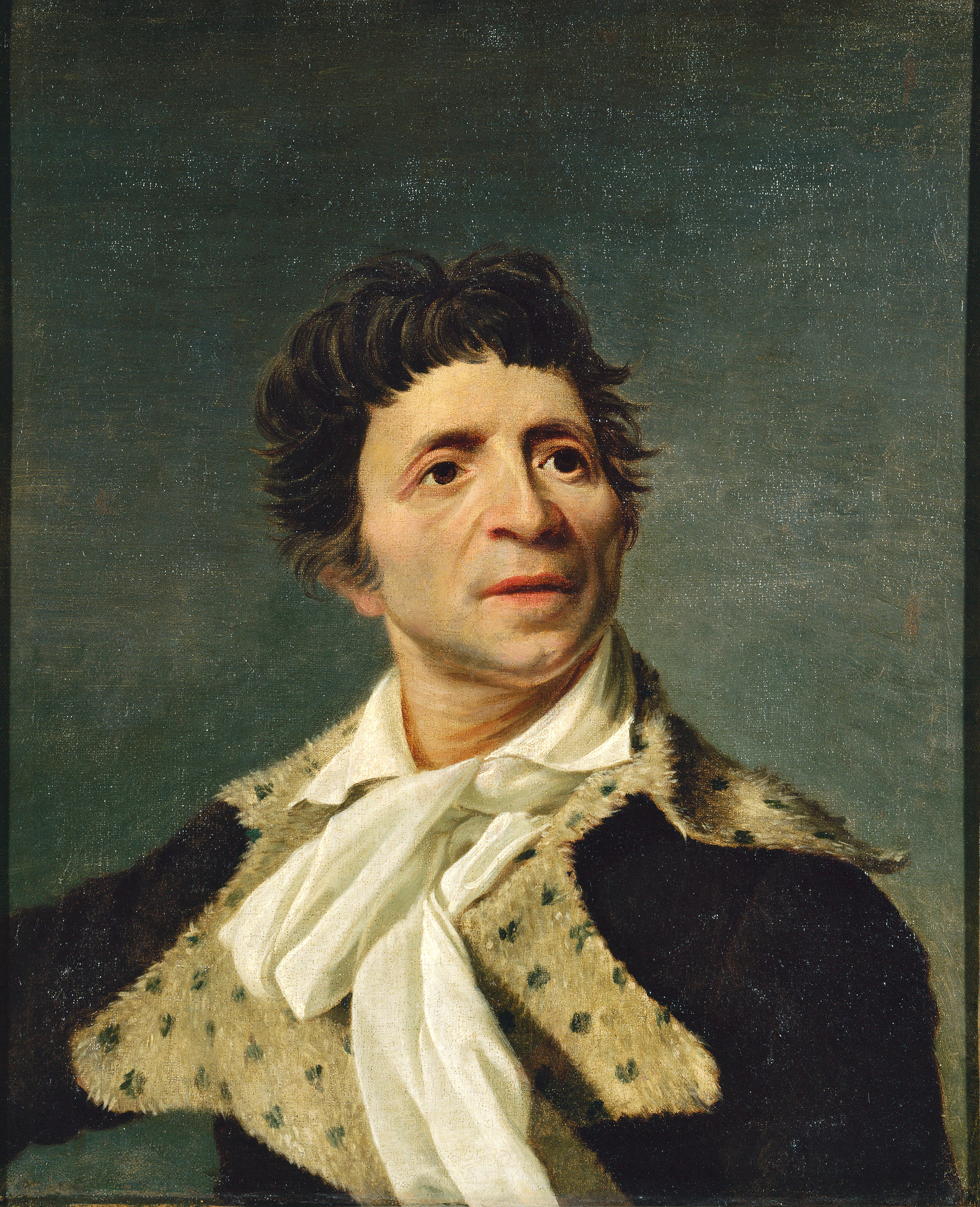
Jean-Paul Marat (1743-1793)

## Personalidades não transferidas
Para Descartes, Bara ou Viala, se a decisão foi tomada, a transferência não foi executada. Por outro lado, o corpo do general Beaurepaire não foi encontrado e a cerimônia não aconteceu.